# Grad Spangstein
 Grad Spangstein  (nemško  Burg Spangstein  znan tudi kot Ahnherrnschloss) je bil srednjeveški višinski grad, ki je stal na vrhu v Stullneggrabnu, približno 4,8 kilometrov severozahodno od Bad Schwanberga, Okraj Deutschlandsberg na Avstrijskem Štajerskem. Sedaj se bližnja vas imenuje Mainsdorf v občini  Bad Schwanberg. Grad so zgradili vitezi Spangsteinski, ministeriali gospodov Ptujskih, okoli leta 1255 na območju, ki so ga alodirali Ptujski na zemlji, ki so jo prvotno dobili v fevd od Briksenskih škofov. Grad je močno poškodoval potres leta 1602 nakar je bil v času verskih bojev oz. protestantizma opuščen in postal v drugi četrtini 17. stoletja ruševina.

## Zgodovina
Grad Spangstein nad Stullneggrabnom je verjetno okoli sredine 13. stoletja zgradil eden od ministerialov  gospodov Ptujskih vitez Erhenger Spangsteinski, ki se prvič omenja leta 1255. Morda je zgradil grad že nekaj let prej. Naročnik so bili gospodje Ptujski, ki so želeli s stolpom zaščititi svoje gospostvo Schwanberg pred Deutschlandsbergi. Ko so Ptujski izumrli leta 1438 so imeli gospostvo Spangsteinski v neposrednem fevdu, vendar je fevd kasneje spet dobil naslednik Ptujskih Friderik Stubenberg. Ko je ta umrl leta 1446, je posest neposredno pridobil Žiga Spangsteinski, ki mu je sledil Ivan. Takrat so grad imenovali "zadnji Schwanbergov stolp".  Leta 1501 je rodbina vitezov Spangsteinskih prevzela tudi grad in gospostvo Schwanberg. V času Baumkircherjevega upora je okrog gradu potekala ogorčena gverilska vojna. Ko je leta 1570 vitez Andrej Spangsteinski prodal gospostvo Schwanberg svojima polbatoma Juriju in Viljemu Gallerjema, je obdržal Spangstein. Verski spori v 16. stoletju so pripeljali do tega, da je njegov sin Jurij Žiga leta 1629 moral emigrirati v Nemčijo, a se je vrnil in ponovno postal katoličan.
Leta 1602 je potres na tem območju povzročil resno škodo na gradu. Zakaj je Spangstein nazadnje postal ruševina, ni mogoče dokazati. Zadnji Spangsteinski, Jurij Spangsteinski, je umrl v Nürnbergu leta 1651.  Po večkratnih menjavah lastništva in mejnih sporih med gospostvoma Schwanberg in Deutschlandsberg so ruševine gradu in druge posesti Spangstein na Štajerskem leta 1685 prišle v last sorodnih grofov Trautmannsdorfskih. Leta 1690 so grofje Saurauski, ki so bili lastniki tudi Schwanberga, kupili grad, ki je že bil v ruševinah. V njihovi lasti je ostal do 1848. Po letu 1921 so ruševine prišle v last kmeta.
Grajski kompleks je spadal v vrsto gradov in utrdb na območju Schwanberga, ki so morali varovati prehode čez Golico. 

## Lega in opis
Grad se je nahajal na 570 m nadmorske višine. Nahajal se je na skalnatem grebenu, ki se razteza od zahoda v dolino Stullneggbacha in je iz treh strani obdan s strmini stenami in pobočji, razen na zahodni strani. Na zahodu je od terena ločen z grajskim jarkom. Kamnito obzidje, ki je še vidno vzhodno od grajskega jarka, je debelo okoli 1,5 m in ga lahko datiramo v 13. stoletje. To obzidje velja za vhodni stolp in ne bergfrid. 
Ostanke obzidja južno od vhodnega stolpa gradoslovci interpretirajo kot ostanke obzidja z jarkom. Po opisih iz zgodnjega 20. stoletja bi se lahko tik nad vzhodnim koncem skalnega vrha dvigal okrogel stolp s premerom okoli 8 m.